# 富森 (密蘇里州)
富森（英語：Fuson）是位於美國密蘇里州賴特縣的非建制地區。

## 歷史
富森的郵局於1888年設立，其後於1923年停運。

## 地理
富森所處的海拔為高於海平面427米（即1401英呎），而該地所採用的時區為UTC-6，即北美中部時區（CST）。同時該地設有夏令時間，為UTC-6調快一小時，即UTC-5（CDT）。